# میدوری کاتو
میدوری کاتو (انگلیسی: Midori Katō؛ ۱۵ نوامبر ۱۹۳۹ – ) صداپیشگی در ژاپن، بازیگر، و راوی اهل ژاپن بود. وی از سال ۱۹۶۴ میلادی تاکنون مشغول فعالیت بوده‌است.